# 2066
Cette page concerne l'année 2066  du calendrier grégorien.
L'année 2066 est une année commune qui commence un vendredi.
C'est la 2066e année de notre ère, la 66e année du IIIe millénaire et du XXIe siècle et la 7e année de la décennie 2060-2069.

## Autres calendriers
- Calendrier berbère : 3015 / 3016
- Calendrier hébraïque : 5826 / 5827
- Calendrier indien : 1987 / 1988
- Calendrier musulman : 1486 / 1487
- Calendrier persan : 1444 / 1445

## Événements prévisibles
14 octobre: millénaire de la bataille d'Hastings de 1066, ouvrant la voie à la conquête de l'Angleterre par Guillaume le Conquérant. 